# Fleur Albert
Pour les articles homonymes, voir Albert.
Fleur Albert est une réalisatrice et documentariste française, née le 17 mai 1972 à  Gétigné (Loire-Atlantique)[réf. nécessaire].

## Biographie
Après des études de lettres modernes à l’Université de Nantes, Fleur Albert obtient en 1994 une maîtrise de Sciences et techniques audiovisuelles, option cinéma documentaire, à l’Université de Poitiers. La même année, elle devient assistante de production et de réalisation de Jean-Michel Carré sur le film Trottoirs de Paris, l’un des quatre documentaires tournés par le réalisateur sur la prostitution. Au cours des années qui suivent, elle sera à la fois deuxième assistante sur des courts, moyens et longs-métrages de fiction, et lectrice de scénarios. Entre 1999 et 2001, elle est engagée comme première assistante à la mise en scène sur le film de Jean-Luc Godard, Éloge de l'amour. En 2001, toujours comme assistante de réalisation et au montage, elle collabore au documentaire de David Carr-Brown La République atomique, ainsi qu’à un Théma pour la chaîne Arte sur la Corée du Nord.

## Filmographie
- 1995 : The Next Generation, documentaire
- 2000 : L'Eau du bain, court métrage expérimental
- 2001 : Éloge de l'amour de Jean-Luc Godard - première assistante à la mise en scène
- 2002 : Clarisse est partie, documentaire
- 2004 : Home Swiss Home, documentaire
- 2006 : Le Silence des rizières, documentaire
- 2007 : Natacha Atlas, la rose pop du Caire, documentaire
- 2008 : Ecchymoses, documentaire
- 2010 : À l'infirmerie, version courte du documentaire Ecchymoses pour Arte
- 2009 : Boys, Tricky, court métrage documentaire
- 2014 : Stalingrad Lovers

## Distinctions

### Récompenses
- Festival international d’Ismaïlia 2005 : prix du meilleur long métrage documentaire pour Le Silence des rizières
- Festival « Cinéma du réel » 2009 : prix Louis-Marcorelles pour Ecchymoses
- Festival « Traces de vies » 2009 : Grand prix pour Ecchymoses dans la catégorie professionnelle[2]
- Festival du film d’éducation d’Évreux 2009 : mention spéciale du jury

### Nominations et sélections
- Festival international de films d’Amiens 1995 : sélection officielle pour The Next Generation
- Festival international Paris-Berlin 2000 : sélection officielle pour L'Eau du bain
- Mois du documentaire de Hanoi 2004 : sélection officielle pour Le Silence des rizières
- Festival international de films asiatiques de Vesoul 2005 : sélection officielle pour Le Silence des rizières
- Escales documentaires de la Rochelle 2005 : sélection officielle pour Le Silence des rizières
- Fipatel 2005 : sélection officielle pour Le Silence des rizières
- Festival « Images d’ailleurs » 2005 : sélection officielle pour Le Silence des rizières
- Festival international du film d’Amiens 2005 : sélection officielle pour Clarisse est partie
- Festival international « Lumières d’Afrique » 2005 : sélection officielle pour Clarisse est partie
- Festival « En route vers le monde » de La Roche-sur-Yon 2006 : sélection officielle pour Le Silence des rizières
- Rencontres cinématographiques de Manosque 2006 : sélection officielle pour Le Silence des rizières
- Fipatel 2008 : sélection officielle pour Natacha Atlas, la rose Pop du Caire
- Festival de film de Pantin 2009 : sélection officielle pour Boys, Tricky
- Festival « Filmer la musique » 2009 : sélection officielle pour Boys, Tricky
- Festival international de Belfort 2009 : sélection officielle pour Ecchymoses
- Fipatel 2010 : sélection officielle pour À l'infirmerie
- Festival de Cannes 2012 : sélection officielle de l'Association pour le cinéma indépendant et sa diffusion (ACID) pour Stalingrad Lovers
- Festival international du film de Belfort « Entre vues » 2012[3] : sélection dans la catégorie longs métrages internationaux pour Stalingrad Lovers